# Anii 250
Secole: Secolul al II-lea - Secolul al III-lea - Secolul al IV-lea
Decenii: Anii 200 Anii 210 Anii 220 Anii 230 Anii 240 - Anii 250 - Anii 260 Anii 270 Anii 280 Anii 290 Anii 300
Ani: 250 | 251 | 252 | 253 | 254 | 255 | 256 | 257 | 258 | 259